# فوسانو
فوسانو هيمدينة في بيدمونت، شمالي إيطاليا. هي رابع أكبر مدينة في مقاطعة كونيو بعد كونيو وألبا وبرا.
تقع على خط السكك الحديدية الرئيسي من تورين إلى كونيو وسافونا، ولها خط فرعي إلى موندوفي. 
أهم الصناعات الرئيسية في المدينة الحلويات والكيماويات والمعادن والمنسوجات.

## التاريخ
ظهرت فوسانو كمدينة في عام 1236، أسسها اتحاد مدن جيلف، ولكن في عام 1251 أجبرت على الاستسلام لأستي. في عام 1304 سيطر عليها ماركيز سالوزو. استسلمت أخيرًا في عام 1314 إلى فيليبو دكايا، ثم ما لبث خليفته أن سلمها إلى آل سافوي.

## المعالم السياحية الرئيسية

### البلدة القديمة
يقع الجزء القديم من فوسانو في الجزء العلوي من المدينة. وهي مقسمة إلى قسمين بورغي (الأحياء القديمة): بورغو بيازا (حي سكوير)، تطوّر في القرن الخامس عشر حتى القرن الثامن عشر، وبورغو فيتشيو (الحي القديم)، ويرجع تاريخه إلى العصور الوسطى. المنطقة القديمة غنية بالمباني التي تعود إلى العصور الوسطى وعصر النهضة والباروك، وتتميز بالبورتيشي القديم (الأروقة) المبنية على جانبي شارع فيا روما (الشارع الرئيسي للبلدة القديمة) كما توجد أيضًا على جوانب شوارع أخرى مثل طريق كافور، وطريق غاريبالدي، وباروتي، وموراتوري. على الجانب الشرقي، يوجد متنزه فيالي ميلانو المخصص للمشاة حيث يطل على لانجي؛ أما في الجانب الغربي، تظهر جبال الألب الجنوبية الغربية وأعلى قممها في هذا الجانب مونفيسو. لا تزال بعض أقسام أسوار المدينة القديمة موجودة.

### قلعة أمراء أكاجا
القلعة ذات أربعة أبراج عالية، أنشأها فيليبو دكايا عام 1314  وانتهى بناؤها عام 1332. لها مخطط مربع مع أربعة أبراج قوية في كل جانب، متصلة بواسطة ممرات مع الشرافات. بعد قرن من الزمان، حولها أماديوس الثامن من سافوي إلى سكن دوقي. يعود تاريخ الفناء الداخلي الجميل، الذي صممه غاسباري سولاري، إلى أواخر القرن الخامس عشر. بعد أن كانت بمثابة سجن وثكنة، أصبحت القلعة الآن مقرًا للفعاليات الثقافية وتضم مكتبة إقليمية.

### معالم أخرى
أعيد بناء الكاتدرائية في نهاية القرن الثامن عشر على الطراز الكلاسيكي الجديد، لتحل محل الكنيسة السابقة في القرن الثالث عشر.
صممت فرانشيسكو جالو مستشفى المدينة وكنيسة الثالوث في القرن الثامن عشر. أما قصر بلازو ديل كوماندانتي فهو عبارة عن مبنى على الطراز الباروكي بني في القرن السابع عشر. كما توجد حمامات معدنية ومركز للزراعة وتربية الماشية.

## المدن التوأم - المدن الشقيقة
ثمة توأمة بين فوسانو والمدن التالية: 
- كامبونوغارا، إيطاليا
- جمينا دوجوتشكا، بولندا
- رافاييلا، الأرجنتين

## أنظر أيضاً
- أبرشية الروم الكاثوليك في فوسانو

## روابط خارجية
- "Fossano" . New International Encyclopedia. 1905. {{استشهاد بموسوعة}}: يحتوي الاستشهاد على وسيط غير معروف وفارغs: |HIDE_PARAMETER15=، |HIDE_PARAMETER13=، |HIDE_PARAMETER2=، |HIDE_PARAMETER21=، |HIDE_PARAMETER32=، |HIDE_PARAMETER30=، |HIDE_PARAMETER29=، |HIDE_PARAMETER14=، |HIDE_PARAMETER17=، |HIDE_PARAMETER20=، |HIDE_PARAMETER5=، |HIDE_PARAMETER19=، |HIDE_PARAMETER26=، |HIDE_PARAMETER3=، |HIDE_PARAMETER16=، |HIDE_PARAMETER4=، |HIDE_PARAMETER10=، |HIDE_PARAMETER25=، |HIDE_PARAMETER33=، |HIDE_PARAMETER31=، |HIDE_PARAMETER18=، |HIDE_PARAMETER24=، |HIDE_PARAMETER22=، |HIDE_PARAMETER11=، |HIDE_PARAMETER1=، |HIDE_PARAMETER23=، |HIDE_PARAMETER28=، |HIDE_PARAMETER27=، و|HIDE_PARAMETER12= (مساعدة)